# Município de Pleasant (condado de Fairfield, Ohio)
O município de Pleasant (em inglês: Pleasant Township) é um município localizado no condado de Fairfield no estado estadounidense de Ohio. No ano de 2010 tinha uma população de 6.083 habitantes e uma densidade populacional de 67,6 pessoas por km².

## Geografia
O município de Pleasant encontra-se localizado nas coordenadas 39° 46′ 12″ N, 82° 32′ 08″ O. Segundo a Departamento do Censo dos Estados Unidos, o município tem uma superfície total de 89.98 km², da qual 89.69 km² correspondem a terra firme e (0.32%) 0.29 km² é água.

## Demografia
Segundo o censo de 2010, tinha 6.083 habitantes residindo no município de Pleasant. A densidade populacional era de 67,6 hab./km². Dos 6.083 habitantes, o município de Pleasant estava composto pelo 97.7% brancos, o 0.28% eram afroamericanos, o 0.15% eram amerindios, o 0.61% eram asiáticos, o 0.08% eram insulares do Pacífico, o 0.23% eram de outras raças e o 0.95% pertenciam a duas ou mais raças. Do total da população o 0.97% eram hispanos ou latinos de qualquer raça.